# Робурент
Робурѐнт (на италиански: Roburent; на пиемонтски: Arburent, Арбурент) е село и община в Северна Италия, провинция Кунео, регион Пиемонт. Разположено е на 788 m надморска височина. Населението на общината е 474 души (1 януари 2023).